# Pallavolo Volta 2009-2010
Questa voce raccoglie le informazioni riguardanti la Pallavolo Volta nelle competizioni ufficiali della stagione 2009-2010.

## Organigramma societario
Area direttiva
- Presidente: Sergio Longhi

Area tecnica
- Allenatore: Mauro Masacci
- Allenatore in seconda: Andrea Fasani
- Scout man: Paolo Cabrini

Area sanitaria
- Medico: Renato Onorato
- Fisioterapista: Matteo Gottardi
- Preparatore atletico: Claudio Bianchera

## Rosa
| N° | Nome                | Ruolo | Data di nascita  | Nazionalità sportiva |
| -- | ------------------- | ----- | ---------------- | -------------------- |
| 1  | Joanna Frąckowiak   | S     | 4 luglio 1986    | Polonia              |
| 2  | Antonella Bragaglia | C     | 4 febbraio 1973  | Italia               |
| 3  | Laura Migliavacca   | S     | 6 marzo 1986     | Italia               |
| 6  | Laura Crepaldi      | S     | 8 novembre 1982  | Italia               |
| 7  | Liesbet Vindevoghel | S     | 29 dicembre 1979 | Belgio               |
| 9  | Evelyn Marinelli    | L     | 20 luglio 1974   | Italia               |
| 10 | Roberta Brusegan    | C     | 14 gennaio 1986  | Italia               |
| 11 | Valeria Zanin       | P     | 6 gennaio 1984   | Italia               |
| 12 | Gilda Lombardo      | S     | 2 luglio 1989    | Italia               |
| 13 | Alessandra Colombi  | P     | 31 marzo 1983    | Italia               |
| 16 | Mariaeugenia Benato | L     | 9 gennaio 1993   | Italia               |
| 18 | Serena Malvestito   | C     | 21 agosto 1988   | Italia               |